# Ulmerfeld (zámek)
Zámek Ulmerfeld je zámek v Ulmerfeldu u Amstettenu v Dolních Rakousích.

## Historie
První zmínka o Ulmerfeldu je ve směnné listině z 15. srpna 995 biskupa Gottschalka z Pasova, kterou král Ota III. předává Ulmerfeld na biskupa z Freisingu. V roce 1189 získal klášter Freising všechny držené statky od císaře Fridricha I. Barbarossy. Roku 1321 byl postaven hrad jako správní sídlo kláštera ve Freisingu. V roce 1803 bylo Freisinské panství sekularizováno. Mezi lety 1808 a 1823 je zámek pod státní správou a mění později často majitele. V roce 1930 se zámek dostává do vlastnictví společnosti Neusiedler AG a v roce 1975 koupilo zámek město Amstetten za 80 000 šilinků. Zámek slouží jako zkušebna hudebního spolku a mládežnická noclehárna a jsou zde také obecní byty. Ve věži je sbírka historických zbraní od Ernsta Urschitze.

## Fotogalerie

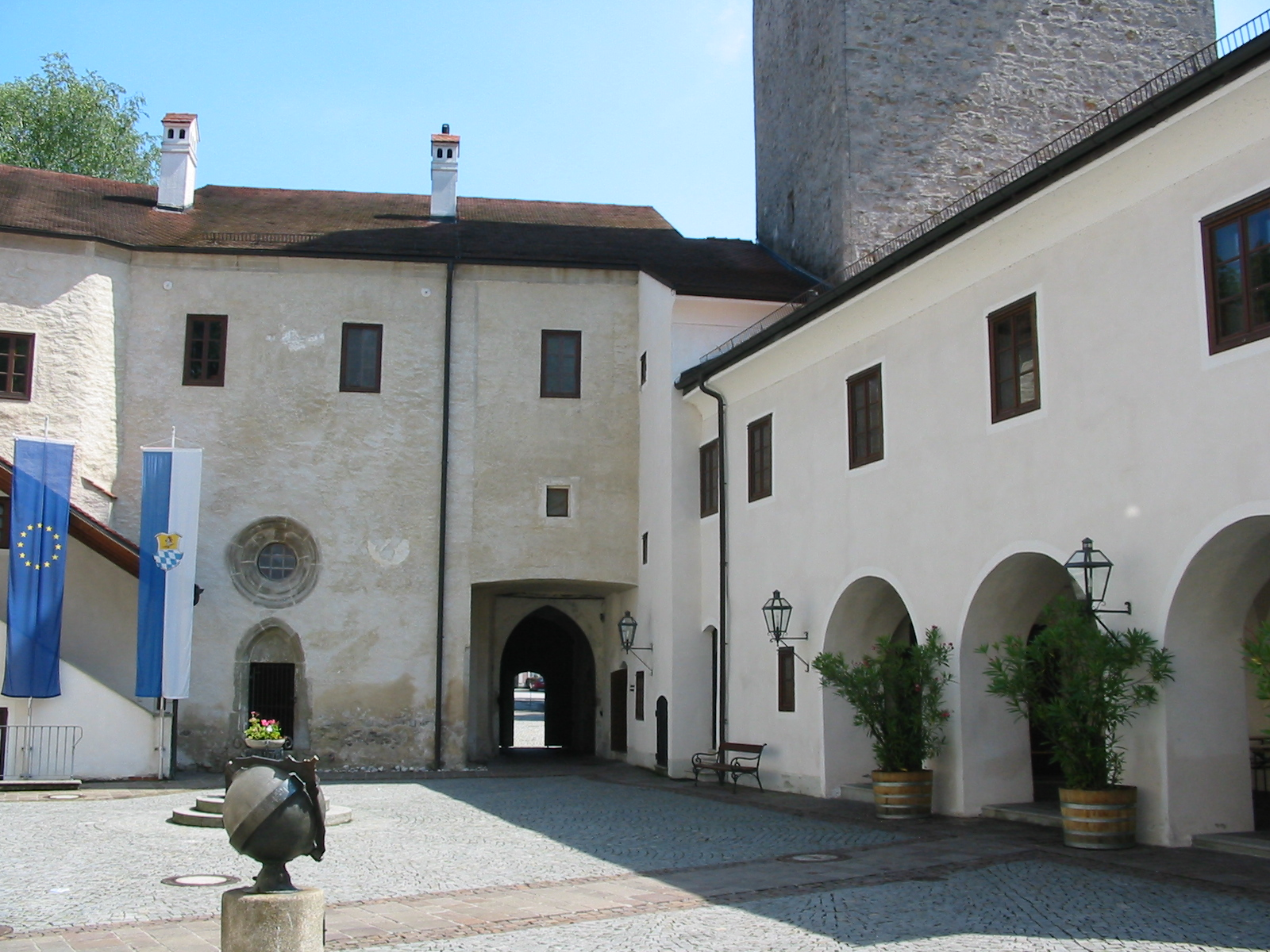
Hlavní vstup z nádvoří
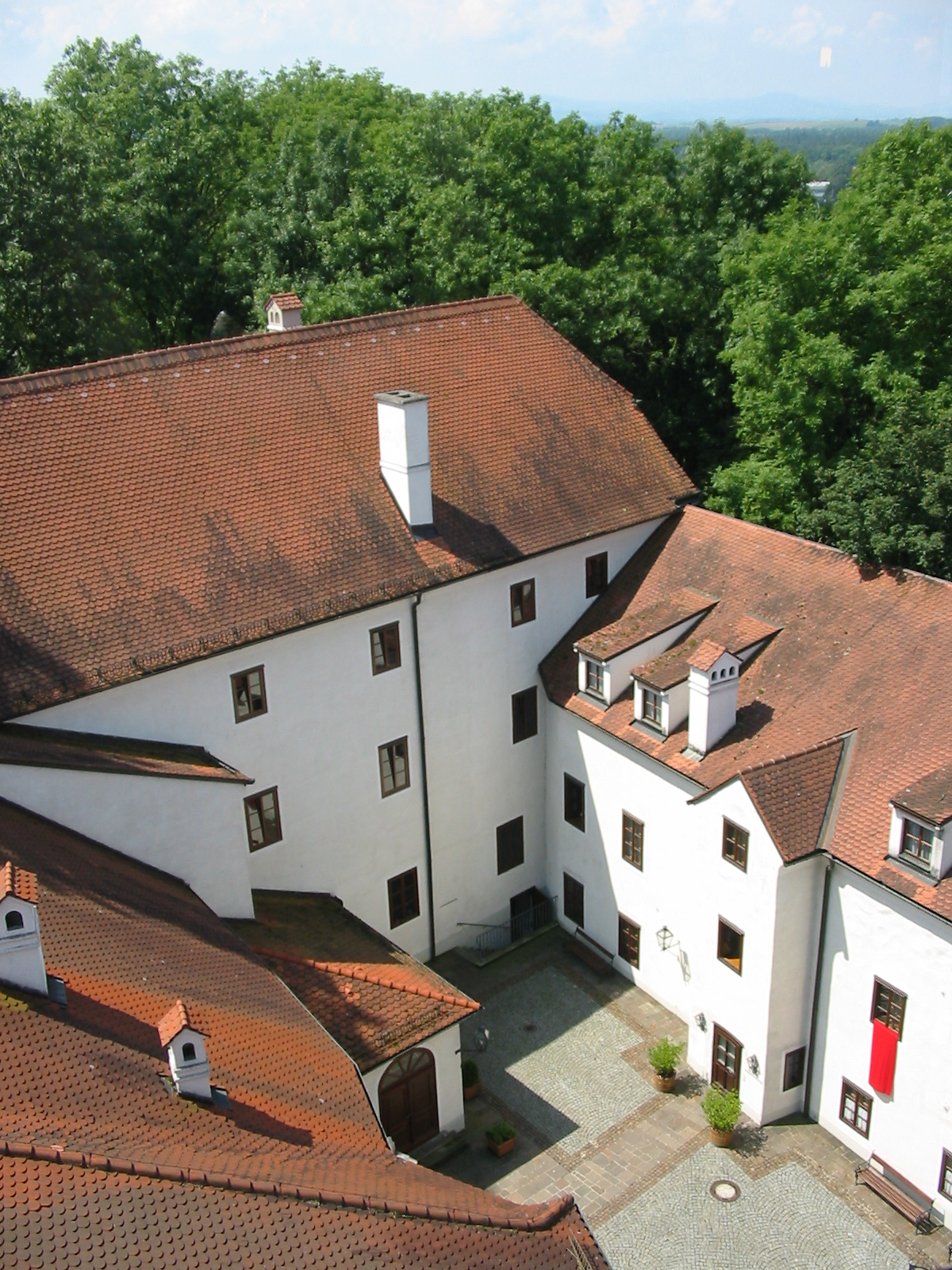
Pohled z věže na nádvoří
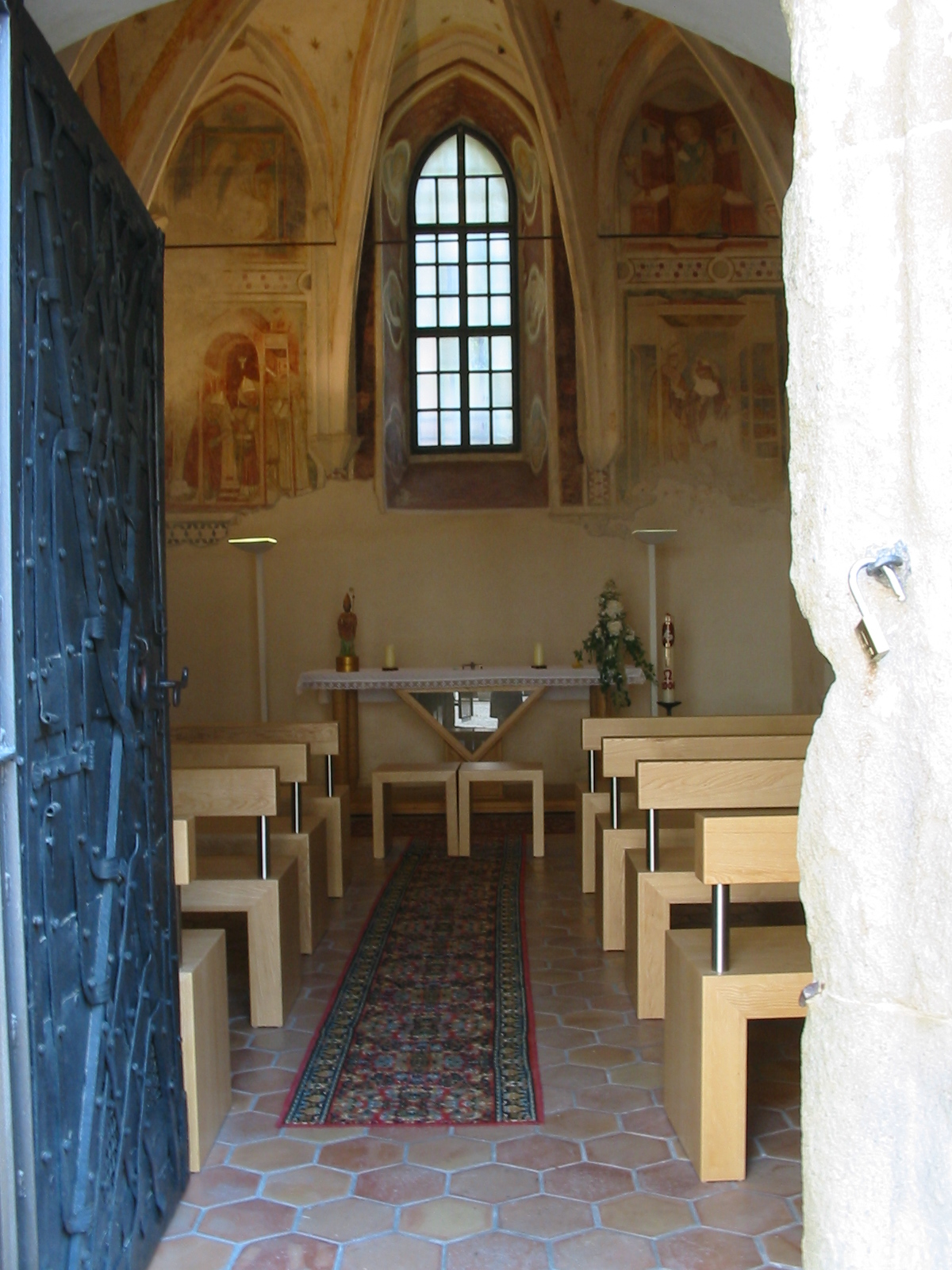
Zámecká kaple
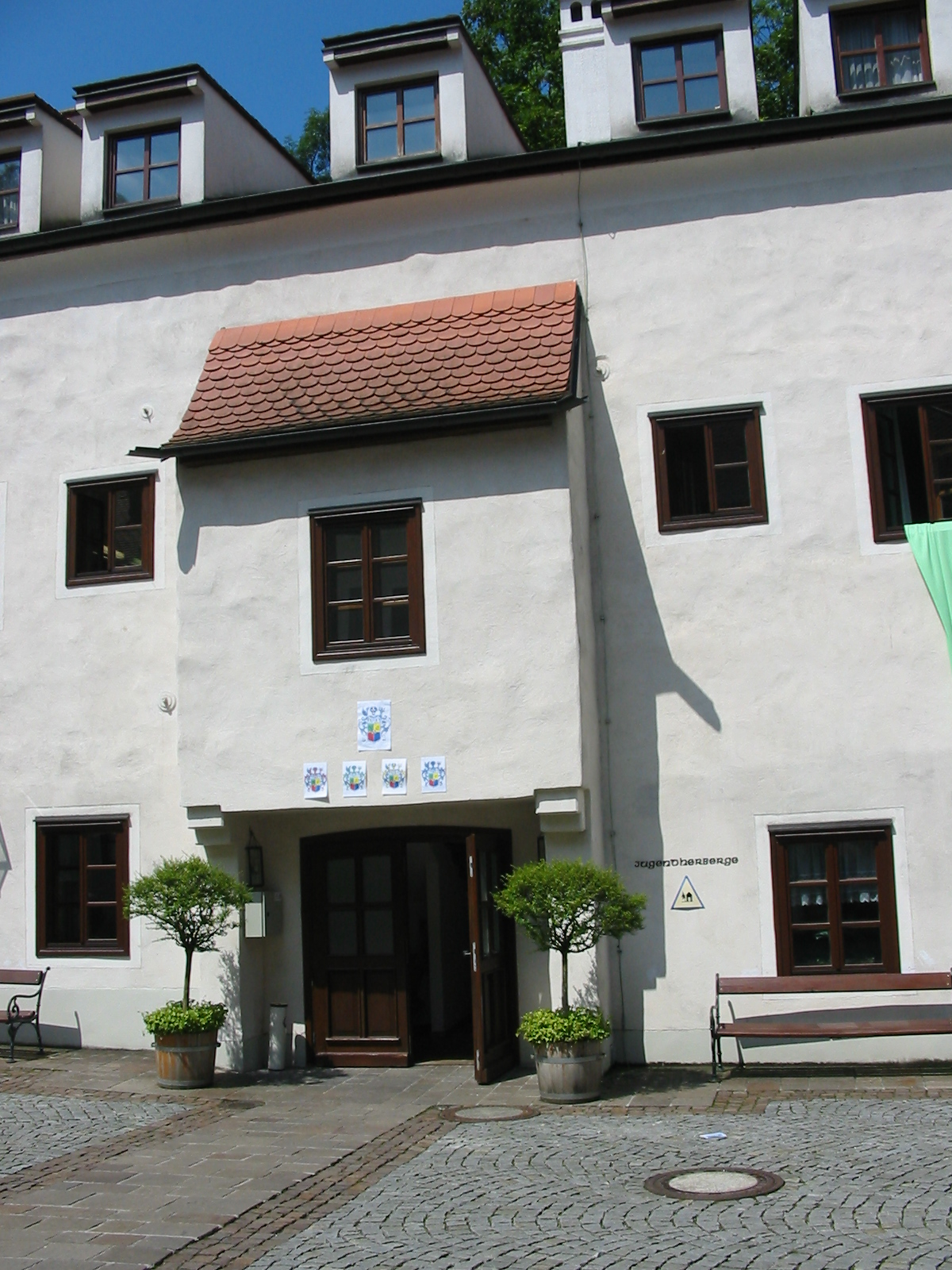
Vstup do noclehárny
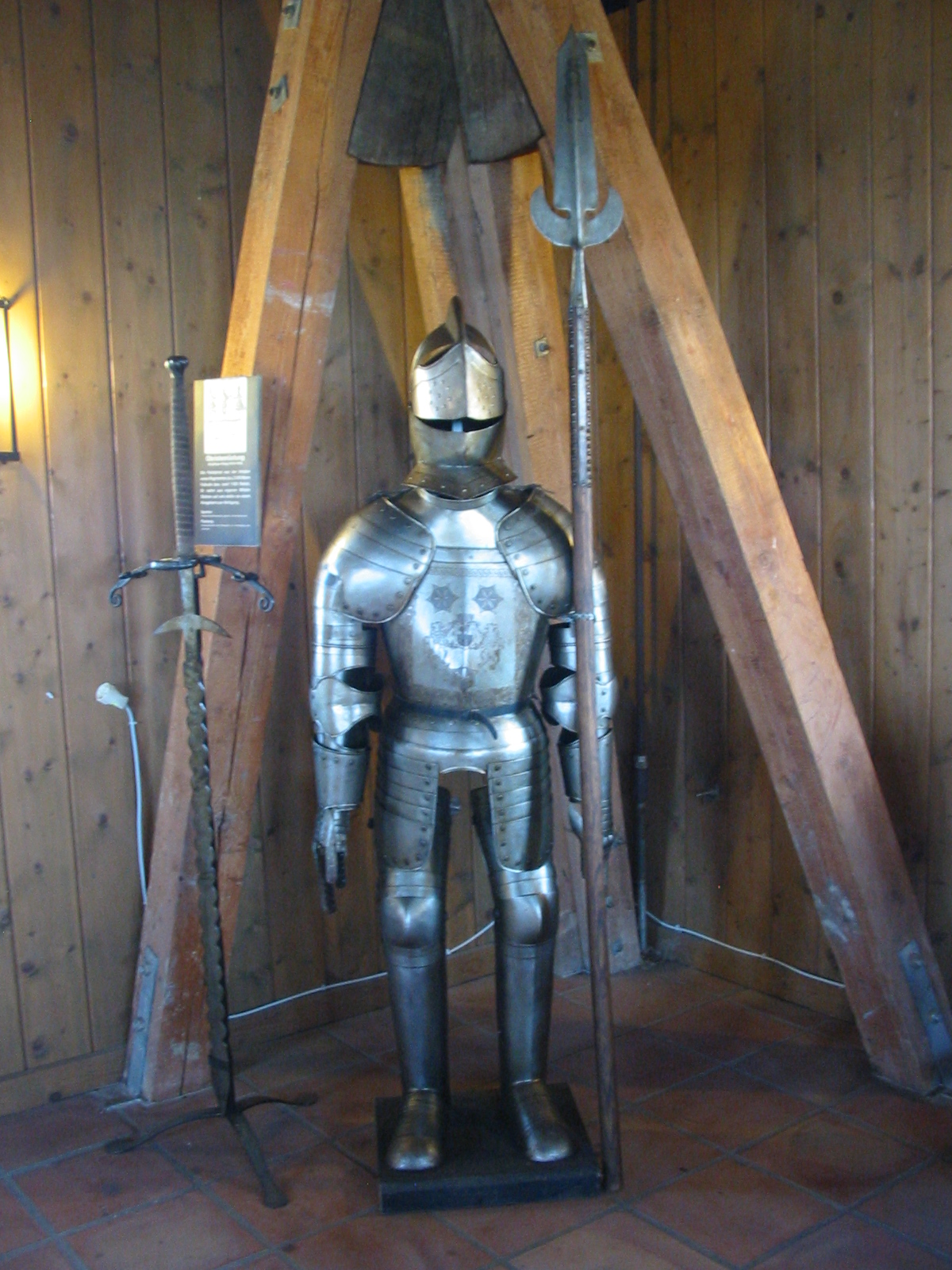
Rytířská zbroj
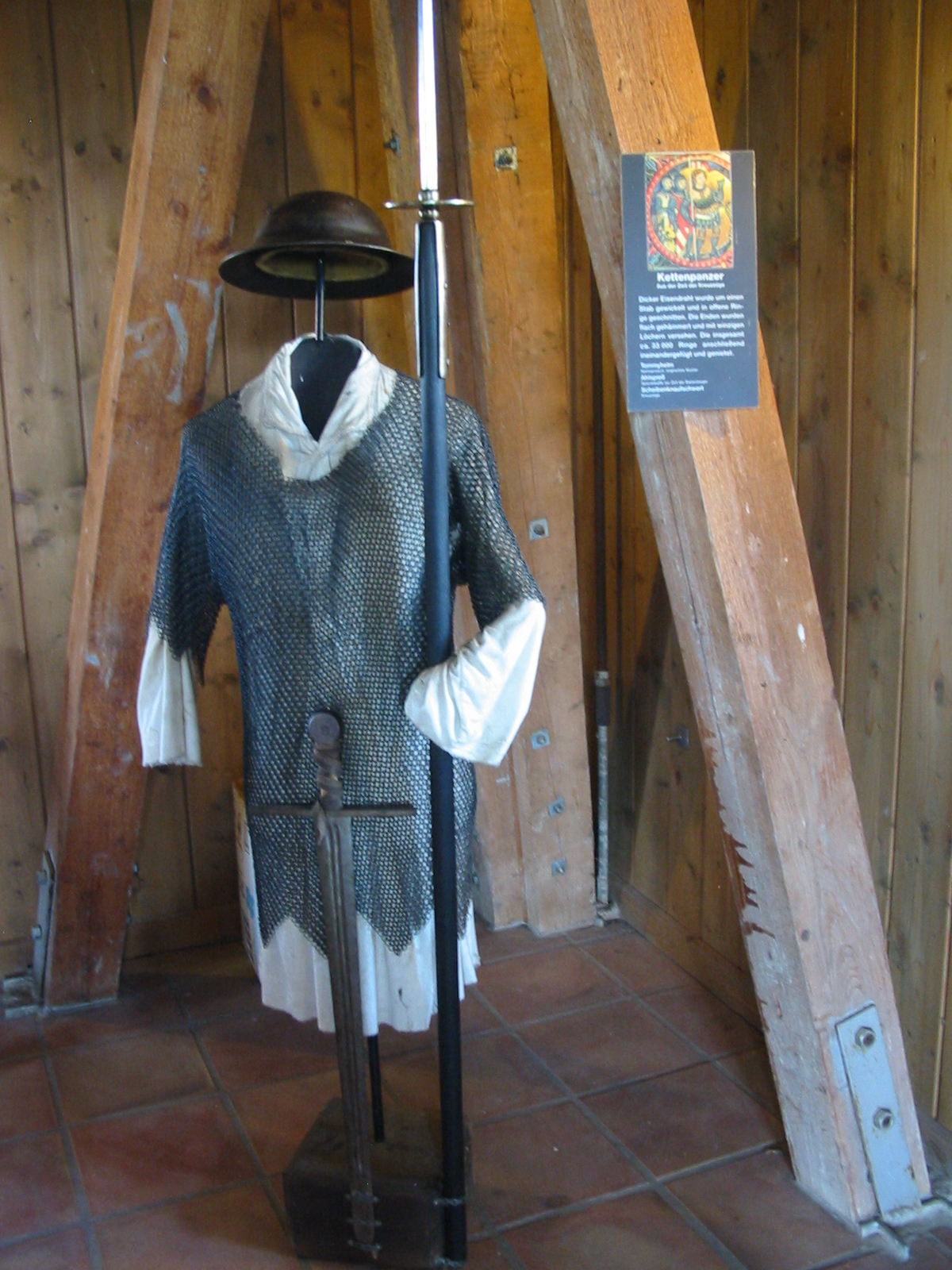
Okovy
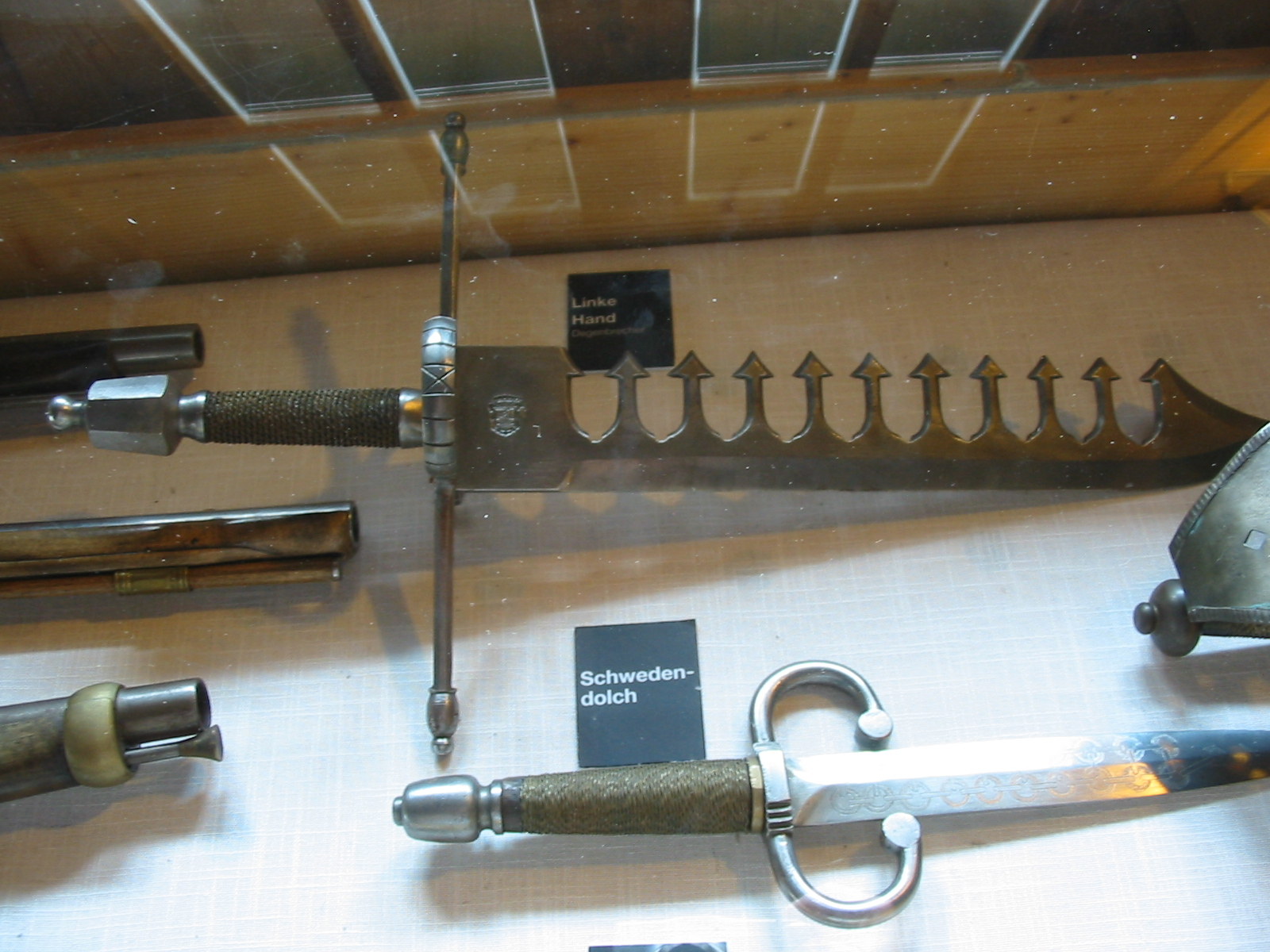
Různé dýky